# Norma Tessum Onda
Norma Tessum Onda, pseudonyme de Joséphine-Marie Ménard, née le 18 septembre 1854 à Saint-Macaire-en-Mauges (Maine-et-Loire) et morte le 8 mai 1875 à La Rochelle (Charente maritime), est une modèle du peintre français Charles Muller.
Une supercherie fait d'elle la fille du poète Alfred de Musset et de la romancière George Sand, son pseudonyme étant indiqué sur la stèle de sa tombe, située dans le petit cimetière Saint-Maurice, une ancienne commune datant de l'année de son décès et rattachée depuis à La Rochelle. « Tessum » est l’anagramme anacyclique de Musset, et « Onda » rappellerait, à une lettre près, le pseudonyme créé par George Sand. Le prénom « Norma » est, quant à lui, l'anagramme du mot « roman ».

## Biographie

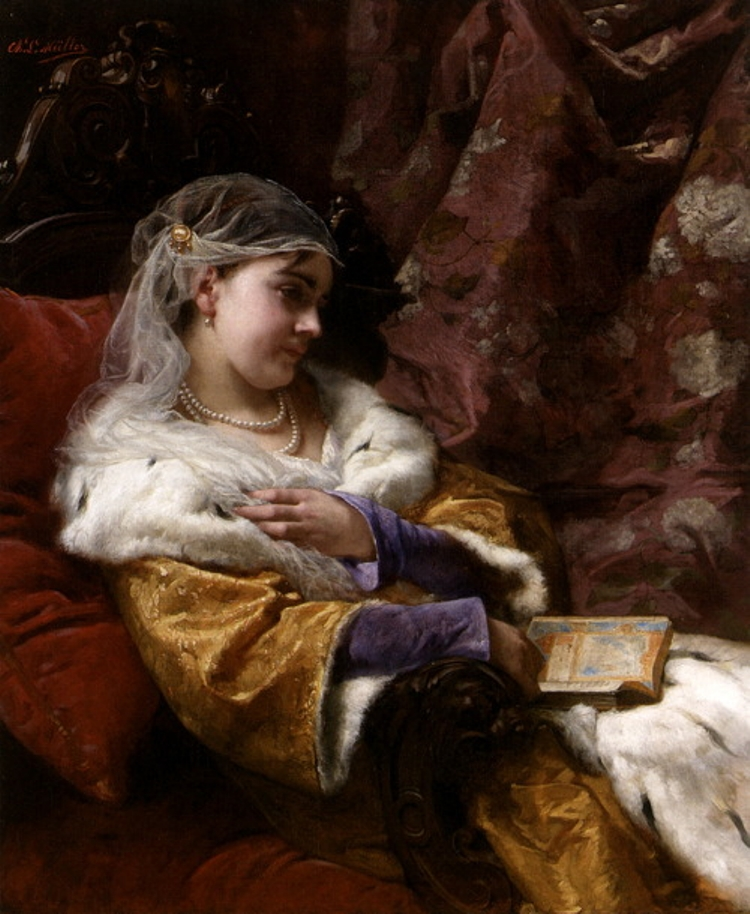
Portrait de Norma Tessum Onda, « Jeune Fille en train de lire », par Charles-Louis Müller, 1870.

Joséphine-Marie Ménard est originaire d'un petit village du Maine-et-Loire, fille d'un père tisserand et d'une mère dévideuse. Dès l'âge de huit ans, elle est confiée à Françoise Coras (1798-1881), venue de Nice et alors âgée de 64 ans. Demi-mondaine et affabulatrice, cette personne, que l'on peut qualifier dès lors de tutrice de Joséphine-Marie, aimait se montrer dans le Tout-Paris de la fin du Second Empire, puis durant la période de l'insurrection de la Commune de Paris.
Adolescente, la jeune fille qui se présentait sous le nom de Norma Tessum Onda ou d'autres fois sous le pseudonyme de Norma Estève de Visconti était décrite comme remarquablement belle ; Françoise Coras l'introduisit dans les milieux littéraires et la jeune fille devint l'un des modèles de plusieurs peintres dont Charles Muller. Durant cette période, elle fit probablement connaissance de Paul de Musset, frère ainé d'Alfred et écrivain comme lui, mais rien n'indique qu'elle ait également rencontré l'auteur de Lorenzaccio.
Joséphine-Marie Ménard est ensuite tombée malade et sa tutrice prit la décision de quitter Paris pour s'installer avec elle dans une petite maison non loin de La Rochelle, où la jeune femme finit par décéder d'une phtisie le 8 mai 1875. 
Françoise Coras mourut à l'hospice des Petites Sœurs des Pauvres de Tasdon, situé dans cette même ville, en 1881.

## Portrait
Selon un texte de l'écrivain et auteur Auguste-Jean Boyer d'Agen (1857-1945), publié dans revue mensuelle illustrée Le Monde moderne, sous le titre Les énigmes littéraires, la modèle est présentée ainsi : 
« La jeune fille paraît avoir dix-huit ans. Sa jolie figure est peinte de trois quarts. Le front, d'une ligne très pure, est couronné de cheveux d'un blond tirant sur le châtain. Le nez droit, bien fait, avec deux petites narines qui ressemblent à des virgules roses. Les yeux noirs, rêveurs et comme en contemplation devant une énigme, sourcils réguliers d'un arc peu prononcé. Bouche petite. Les lèvres, - un pli de rose rouge. Le menton tout à fait joli, ni rond ni pointu… »

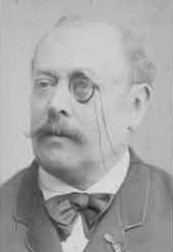
Aurélien Scholl.

Le journaliste Aurélien Scholl qui rendit populaire cette mystification sans la comprendre, la décrit également en ces termes, publiés dans le journal Le Tell:
«  Front très pur. Nez droit, bien fait avec de petites narines ressemblant à des virgules roses. Yeux noirs et rêveurs. Sourcils réguliers, d'un arc peu prononcé. Bouche mignonne, menton charmant, d'une coupe élégante. Cheveux blonds, presque châtains, noués négligemment et retombant sur l'épaule après avoir décrit au-dessus de l'oreille, de délicieux détours… »

## Création du mythe
Après l'inhumation de la jeune fille, Françoise Coras, alors âgée de 77 ans et qui survécut six années à sa protégée, commanda une stèle évoquant celle d'Alfred de Musset, située au cimetière du Père-Lachaise à Paris et y fit inscrire le nom de Norma Tessum Onda. L'existence de cette stèle fut révélée au public à la suite d'une enquête menée par le journaliste Aurélien Scholl. Après le décès de l'ancienne tutrice de Joséphine-Marie, de nombreux objets ayant appartenu à la jeune femme dont des livres d'Alfred de Musset dédicacés « À ma fille bien aimée », « À ma chère petite Norma » furent également découverts par ce même journaliste et se révélèrent quelques années plus tard être des faux dont l'auteur reste inconnu,.
L'affaire de cette stèle mystérieuse est ensuite évoquée dans de nombreux journaux français dont Le Gaulois qui dans sa une du 4 décembre 1896, présente un article intitulé : « Alfred de Musset a-t-il laissé une fille ? », évoquant ainsi l'article d'Aurélien Scholl qui révéla l'affaire dans L'Écho rochelais, du 19 avril 1882.
La mystification est découverte dès la fin de l'année 1882 par Jean-André Lételié (1825-1891), ancien chef de division de préfecture et membre de plusieurs sociétés savantes, qui mène une enquête méticuleuse sur la vie de cette jeune fille et de sa tutrice qui fit poser cette stèle après la mort de sa protégée. Cette étude est reprise en 1898 par un instituteur nantais et inspecteur de l'Assistance publique dénommé Auguste Mailloux (1870-1937) dont l'analyse du mystère Norma Tessum Onda, conclut à une simple recherche de notoriété.

## Tombe

### Localisation
La tombe de Norma Tessum Onda (Joséphine-Marie Ménard) est située dans le cimetière de Saint-Maurice, ancienne commune indépendante, rattachée à la ville de La Rochelle en 1858. Il s'agit du plus petit et du plus ancien cimetière de la ville, d'une superficie de 0,18 hectare, situé au bout de la rue Quatrefage avec une entrée principale sur la rue Auguste Rodin. Il héberge un petit nombre de tombes dont la plus ancienne date de 1689.
Le lieu abrite également les tombes du peintre et écrivain français Eugène Fromentin (1820-1876), grand admirateur de la femme de lettres George Sand qui décéda trois mois avant lui, et de Jenny-Caroline-Léocadie Chessé (1817-1844) qui inspira le peintre pour écrire son ouvrage Dominique, écrit en 1863.

### Description

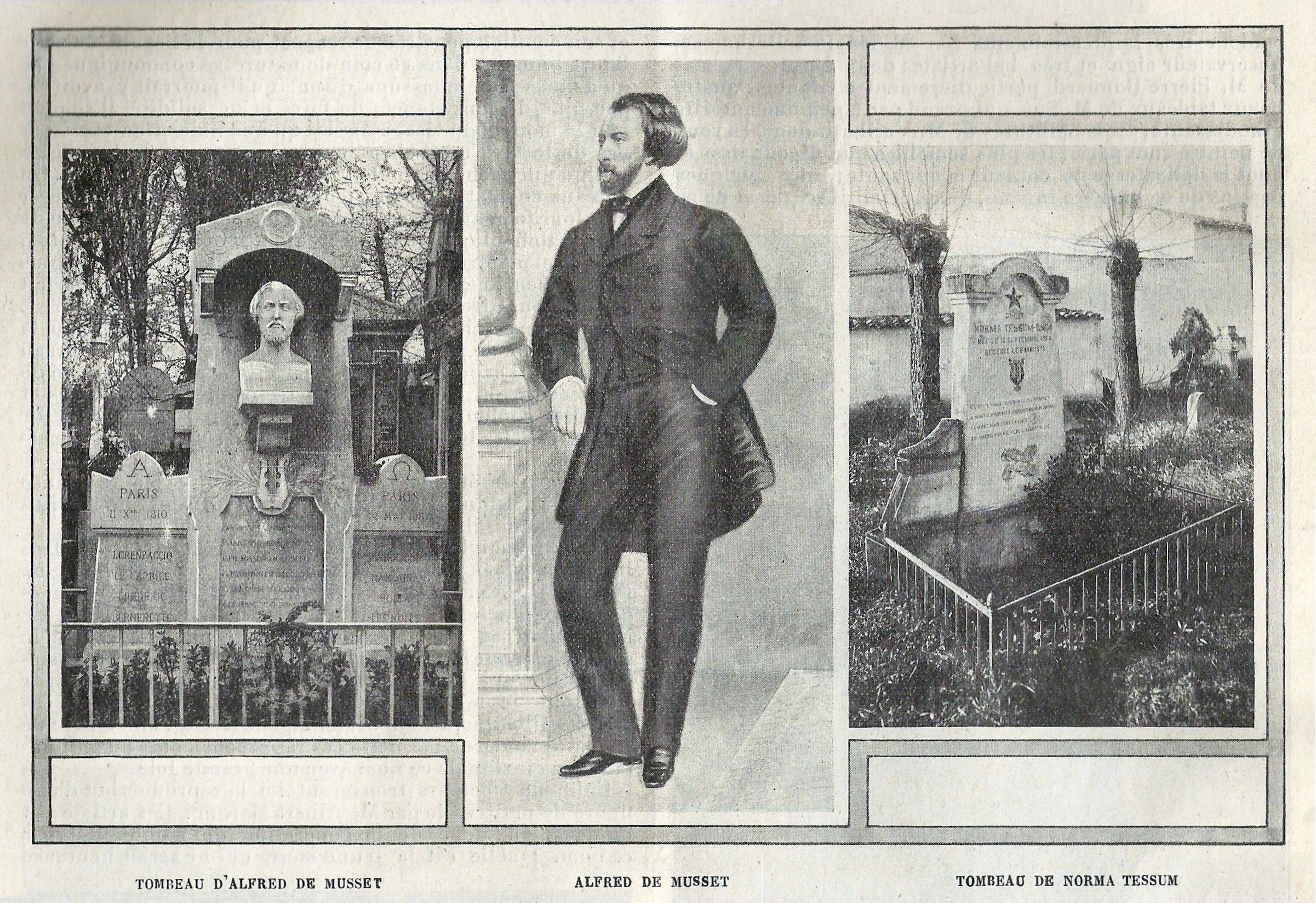
Sépultures du poète Alfred de Musset à Paris et de Norma Tessum Onda au cimetière de Saint-Maurice à La Rochelle.

La ressemblance entre la sépulture d'Alfred de Musset et celle de Norma Tessum Onda, sa prétendue fille, à la Rochelle, indique bien que la première a servi de modèle à la seconde. Sous le support qui maintient le buste d'Alfred de Musset, la lyre est un des motifs reproduits sur la pierre tombale de Norma Tessum Onda. Dans ce petit cimetière rochelais, la tombe de la jeune femme contraste avec les autres pierres tombales. De plus, si la tombe est dotée d'une partie haute (stèle), le monument n'est pas pourvu de partie basse (soubassement et semelle). La stèle est curieusement orientée dans un sens perpendiculaire aux autres tombes.
La tombe présente l'épitaphe suivante :
Ô mort, ô tombe, pourquoi vous craindre,

Ô mortels insensés, pourquoi nous plaindre,

La mort, mais c’est la liberté

Qui prend son vol vers l’immortalité.

À cœur vaillant, rien d’impossible.
Cette dernière strophe reprend la devise du banquier et grand argentier Jacques Cœur.
La stèle originale de Norma Tessum Onda est détruite par la tempête de fin décembre 1999 et une reproduction à l'identique en a été faite par le sculpteur Joël Chennevière.